# Torsbo, Hedesunda
Torsbo är en by i Hedesunda socken, Gävle kommun. Byn ligger vackert på en rullstensås vid Dalälven öster om byn Östveda. Det kan inte uteslutas att bynamnet har något med den gamle asaguden Tor att göra. Sjögren odlade marken och hans väg leder ner till badstranden. Här har även en båtbyggare varit bosatt.